# Heidrun Dräger

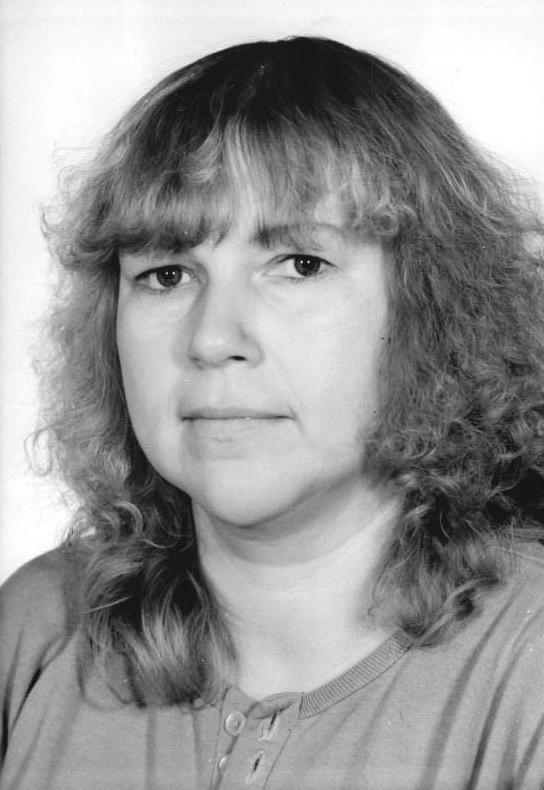
Heidrun Dräger (1990)

Heidrun Dräger geb. Raddatz (* 24. November 1958 in Hagenow) ist eine deutsche Politikerin (SPD).

## Leben und Ausbildung
Heidrun Dräger besuchte von 1965 bis 1975 die Polytechnische Oberschule in Neu-Gülze und machte von 1975 bis 1977 eine Lehre als Datenverarbeiterin. In den Jahren 1979 bis 1983 bildete sie sich im Fernstudium Organisation und Datenverarbeitung weiter und schloss das Studium als Ingenieurökonomin, Diplom-Betriebswirtin ab. Ab 1978 arbeitete sie als Betriebsorganisatorin in der VEB Elbewerft Boizenburg.
Heidrun Dräger ist verheiratet und evangelisch.

## Politik
Nach der Wende schloss sie sich im Dezember 1989 der SDP an. Ab 1991 war sie SPD-Kreisgeschäftsführerin Schwerin und Ludwigslust und SPD-Ortsvereinsvorsitzende in Boizenburg. Bei den Kommunalwahlen 1994 wurde sie in den Kreistag Ludwigslust gewählt.
Sie war Gleichstellungsbeauftragte des bis 2011 bestehenden Landkreises Ludwigslust und war bis 2024 Bürgervorsteherin der Stadt Boizenburg/Elbe.

## Abgeordnete
Heidrun Dräger war vom 18. März 1990 bis zum 3. Oktober 1990 Mitglied der letzten Volkskammer der DDR (10. Wahlperiode) und vom 3. Oktober 1990 bis zum 2. Dezember 1990 Mitglied des Deutschen Bundestages (11. Wahlperiode).